# Sainte-Croix-du-Mont
Sainte-Croix-du-Mont település Franciaországban, Gironde megyében. Lakosainak száma 841 fő (2022. január 1.). Sainte-Croix-du-Mont Gabarnac, Barsac, Loupiac, Preignac, Semens, Verdelais és Toulenne községekkel határos.

## Népesség
A település népessége az elmúlt években az alábbi módon változott:
| Lakosok száma | 926  | 820  | 804  | 824  | 896  | 900  | 899  | 866  | 848  | 841  |
|               | 1968 | 1982 | 1990 | 2006 | 2013 | 2015 | 2017 | 2019 | 2020 | 2022 |